# Fleabass
Fleabass è il nome della compagnia di strumenti che Flea, il bassista dei Red Hot Chili Peppers, ha iniziato nel 2009. Il suo obiettivo era quello di avviare una compagnia musicale che potesse fornire ai giovani bassi di alta qualità a prezzi accessibili. Flea ha poi chiuso l'attività affermando che non si stava godendo 'il lato "business" delle cose'.

## Modelli e design
I Fleabass si distinguono molto dalle altre marche a causa dei loro colori vivaci e del battipenna protettivo insolito. Erano disponibili in uno standard "Touring Bass" (precedentemente chiamato Modello 32) che ha una lunghezza della scala di 34 pollici, o un "Modello Junior" che ha una lunghezza della scala di 30 pollici. Entrambi hanno 20 tasti, manico in acero con tastiera in palissandro e corpo in ontano. Questi modelli erano disponibili in quattro schemi di colori diversi:
- "Sunny Bass" (giallo / arancione);
- "Water Bass" (arancione / blu);
- "Punk Bass" (rosa / verde);
- "The Wild One" (bianco / nero).

Lo "street bass" più economico era disponibile in bianco e nero, argento e nero, blu e bianco e bianco e nero; è stato costruito con lo stesso hardware del modello "touring", ma ha un corpo in tiglio e usa una plastica di qualità inferiore per il pick guard.
Ciascun modello junior e touring è stato equipaggiato con GHS Strings. Veniva fornito in una borsa da concerto nera con logo ricamato, cavo di ingresso e strumenti di regolazione; vi era inoltre un video didattico con protagonista lo stesso Flea. Alcune di queste funzioni extra (cavo di input, strumenti di regolazione e video di istruzioni) non sono state incluse nel modello "street bass". I Fleabass sono stati assemblati in Cina con aventi come modello il basso della band, che spesso era lì per il controllo della qualità.

## Produzione e disponibilità
La breve vita della compagnia Fleabass ha portato ad un numero piuttosto ridotto di unità prodotte. Secondo un rivenditore locale che ha effettuato la consegna, un rappresentante del subappaltatore / produttore, The Music Link, con sede a San Francisco, ha dichiarato che il numero totale di bassi FleaBass prodotte per l'intero mercato statunitense era inferiore alle 2000 unità totali, inclusa gli street bass ed entrambi i modelli Touring 32/32 Jr. combinati. C'era un singolo amplificatore per basso prototipo che non è mai stato messo in produzione.